# Ben Arúsz kormányzóság
Az Ben Arúsz kormányzóság (korábbi átírás szerint: Ben Arous kormányzóság, arabul: ولاية بن عروس) egyike az 1983-ban létrehozott kormányzóságoknak Tunéziában. Fővárosa Ben Arúsz.

## Földrajz
Tunézia északi részén található. Átlaghőmérséklet között 6,8 C° és 17,9 C° közötti. Az éves csapadék: 275–515 mm / év.

### Városok
- Ben Arúsz
- Abou el-Mhel Bassatine
- El Mourouj
- Ezzahra
- Hammam Chott
- Hammam Lif
- Khalidia
- Mégrine
- Mohamed-Fouchana
- Mornag
- Rades